# São Julião (Portalegre)
São Julião is een plaats (freguesia) in de Portugese gemeente Portalegre en telt 444 inwoners (2001).